# Lijst van voetbalinterlands Bolivia - Servië
Deze lijst van voetbalinterlands is een overzicht van alle officiële voetbalwedstrijden tussen de nationale teams van Bolivia en Servië. De landen speelden tot op heden een keer tegen elkaar: een vriendschappelijke wedstrijd op 9 juni 2018 in Graz (Oostenrijk). Voor Servië was dat de laatste oefenwedstrijd voor de start van het Wereldkampioenschap voetbal 2018 in Rusland.

## Wedstrijden
| № | Plaats | Datum       | Competitie        | Wedstrijd        | Uitslag |
| - | ------ | ----------- | ----------------- | ---------------- | ------- |
| 1 | Graz   | 9 juni 2018 | Vriendschappelijk | Servië – Bolivia | 5 – 1   |

## Samenvatting
| Competitie        | Totaal gespeeld | Winst Bolivia | Gelijk | Winst Servië | Doelsaldo Bolivia – Servië |
| ----------------- | --------------- | ------------- | ------ | ------------ | -------------------------- |
| Vriendschappelijk | 1               | 0             | 0      | 1            | 1 − 5                      |
| Totaal            | 1               | 0             | 0      | 1            | 1 − 5                      |

Wedstrijden bepaald door strafschoppen worden, in lijn met de FIFA, als een gelijkspel gerekend.

## Details

### Eerste ontmoeting
| Vriendschappelijk (Graz, Oostenrijk, 9 juni 2018): |              | |
| Bolivia | 1 – 5        | Servië |
| Jhasmani Campos 48' | goals        | 4' Aleksandar Mitrović 19' Adem Ljajić 23' Aleksandar Mitrović 42' Branislav Ivanović 68' Aleksandar Mitrović |
| Mauricio Soria | bondscoach   | Mladen Krstajić |
| Guillermo Viscarra José Sagredo Ronald Raldes Luis Haquin Carlos Añez Jhasmani Campos 69' Erwin Saavedra 57' Leonel Justiniano 75' Danny Bejarano 80' Héctor Sánchez 63' Juan Carlos Arce 51' | opstellingen | 80' Vladimir Stojković 67' Duško Tošić Nikola Milenković Aleksandar Kolarov Branislav Ivanović 63' Sergej Milinković-Savić 46' Nemanja Matić Filip Kostić 85' Dušan Tadić 70' Aleksandar Mitrović Adem Ljajić    |
| Leonardo Vaca 51' Alexis Ribera 57' Luis Alí 63' Rodrigo Vargas 69' Rodrigo Rodríguez 75' José Vargas 69' Carlos Lampe Gustavo Olguin                                                         | wissels      | 46' Luka Milivojević 63' Marko Grujić 67' Antonio Rukavina 70' Aleksandar Prijović 80' Predrag Rajković 85' Nemanja Radonjić Marko Dmitrović Miloš Veljković Uroš Spajić Milan Rodić Andrija Živković Luka Jović |
| Carlos Añez 53' | gele kaarten | 9' Nikola Milenković |